# Dan Leno
Pour les articles homonymes, voir Leno.
Dan Leno (20 décembre 1860 – 31 octobre 1904), né George Wild Galvin, est un célèbre humoriste de music-hall et un acteur de comédie musicale vers la fin de l'Époque victorienne. Il est surtout connu, en dehors de ses pièces de music-hall, pour ses rôles féminins dans la pantomime annuelle qui fut populaire au théâtre de Drury Lane de Londres, de 1888 à 1904.
Né à St Pancras, à Londres, Leno débute sur scène alors qu'il n'est encore qu'un enfant. En 1864, il rejoint ses parents dans leur numéro de music-hall, et fait sa première apparition en solo, à l'âge de neuf ans, au Britannia Music Hall à Coventry. Pendant sa jeunesse, il devient célèbre par sa danse de claquettes et devient, durant son adolescence, la vedette du numéro de sa famille. Il prend le nom de scène Dan Leno et en 1884 fait sa première apparition sous ce nom à Londres. En tant qu'artiste solo, il devient de plus en plus populaire de la fin des années 1880 aux années 1890 et est alors l'un des comédiens les mieux payés au monde. Il crée par la suite une pièce de music-hall parlant des banalités de la vie, accompagnée de chansons comiques et d'humour absurde. Il incarne un grand nombre de personnages issus de la classe ouvrière pour illustrer ses histoires. En 1901, toujours au sommet de sa carrière, il joue son sketch Huntsman devant le roi Édouard VII à Sandringham. Le roi est si impressionné que Leno est surnommé le bouffon du roi (the king's jester).
Leno s'essaie aussi au genre burlesque chaque année de 1888 à 1904, dans les spectacles pantomimes de Noël du théâtre de Drury Lane. Il est alors quelqu'un de généreux et d'actif dans des causes caritatives, tout particulièrement au profit d'artistes dans la pauvreté. Leno continue d'apparaître dans des comédies musicales ainsi que dans ses propres numéros de music-halls jusqu'en 1902. Mais il souffre de plus en plus d'alcoolisme. Ceci, combiné à sa longue carrière dans des rôles féminins et ses bouffonneries l'empêchent d'être pris au sérieux en tant qu'acteur dramatique. C'est pourquoi, les rôles shakespeariens lui sont refusés. Leno commence alors, furieux, à se comporter de manière erratique vers 1902. Au début de 1903, il souffre d'une dépression nerveuse. Il est envoyé dans un asile psychiatrique mais est libéré un peu plus tard la même année. Après une dernière représentation, sa santé décline et il meurt à l'âge de 43 ans.

## Biographie

### Enfance
Leno est né à St Pancras, à Londres. Il est le plus jeune de six enfants. Il a deux frères aînés, John et Henry, et une sœur aînée, Frances. Deux autres frères et sœurs sont morts en bas âge. Ses parents, John Galvin (1826–1864) et son épouse Louisa de nom de jeune fille Dutton (1831–1891), jouent ensemble dans un music-hall, un duo, appelé The Singing and Acting Duettists. Ils sont connus professionnellement en tant que M. et Mme Johnny Wild. Ils n'ont pas beaucoup de succès et la famille doit faire face à la pauvreté,.
Avec un faible niveau d'étude et ayant été éduqué par des acteurs, Leno apprend la comédie alors qu'il n'est encore qu'un enfant. En 1862, les parents de Leno et ses frères apparaissent dans le music-hall Surrey à Sheffield, puis dans les villes plus au nord un peu plus tard dans l'année. En 1864, à l'âge de 4 ans, Leno rejoint ses parents sur scène pour la première fois, dans le music-hall Cosmotheca à Paddington, sous la facture Little George, the Infant Wonder, Contortionist, and Posturer,.
Toujours en 1864, son père, devenu alcoolique, décède à l'âge de 37 ans. La famille déménage à Liverpool. Quelques mois plus tard, sa mère épouse William Grant (1837–1896), le 7 mars 1866, un comédien du Lancashire d'ascendance irlandaise, qui a joué dans des music-halls dans toutes les provinces britanniques sous le nom de scène William Leno,. William Grant est un acteur expérimenté qui a été employé auparavant par Charles Kean dans sa troupe de théâtre au Princess's Theatre (en) de Londres. En 1866, la maison familiale à Marylebone est démolie à cause de la construction de la Gare de Saint-Pancras. En conséquence, la sœur de Leno, Frances, est envoyée vivre chez un oncle tandis que son frère, John, qui jouait occasionnellement avec ses parents, devient un employé à temps plein. Leno, sa mère, son beau-père et son frère Henry déménagent vers le nord pour s'installer à Liverpool où ils jouent dans diverses salles et théâtres, y compris au Star Music-Hall. Toutefois, ils retournent souvent à Londres pour jouer dans les music-halls de la capitale,.

### Début de carrière

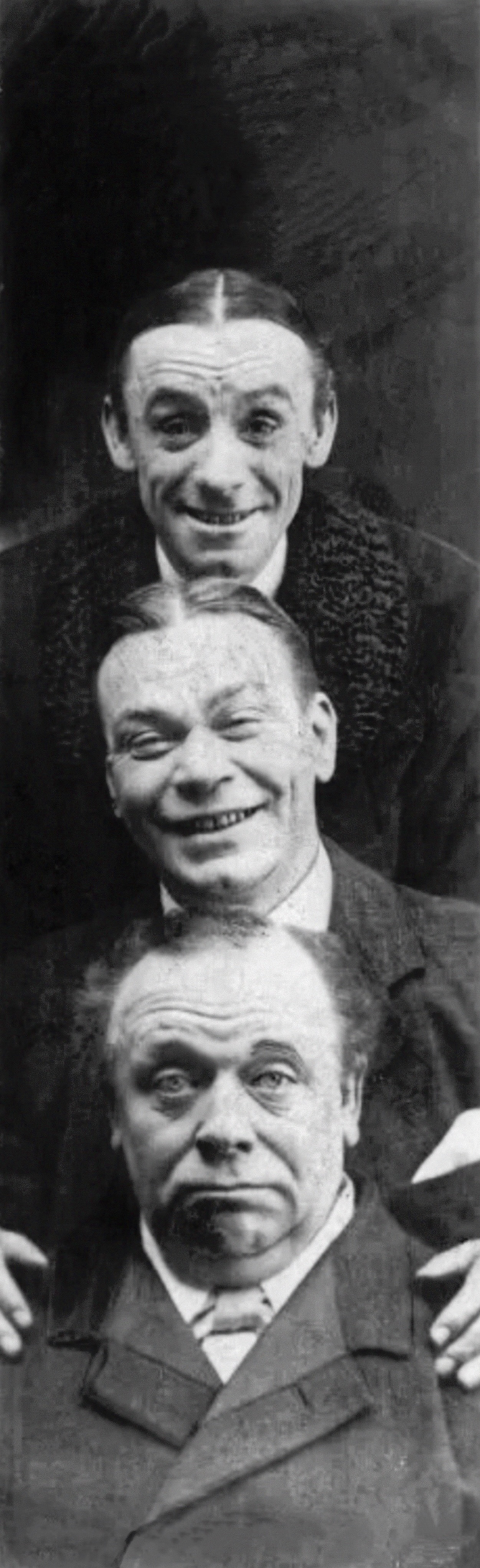
Leno (en haut) et Johnny Danvers, avec la co-star du Drury Lane, Herbert Campbell (en bas)

En 1865, Leno et son frère Henry qui lui a d'abord appris à danser, forment un duo de claquettes nommé The Great Little Lenos. C'est la première fois que Leno utilise le nom de scène de son beau-père, Leno qu'il n'avait jamais enregistré légalement. La même année, Leno apparaît dans sa première pantomime, à Liverpool, dans laquelle il joue le rôle secondaire d'un jeune clown juvénile dans Fortunatus; or, The Magic Wishing Cap aux côtés de ses parents, apparaissant sous le nom de "Mr and Mrs Leno – Comic Duettists". Le 18 juillet 1866, Leno, Henry et ses parents apparaissent à la soirée d'ouverture du Cambridge Music Hall à Toxteth (Liverpool) sous la facture Mr and Mrs. Leno, the Great, Sensational, Dramatic and Comic Duettists and The Brothers Leno, Lancashire Clog, Boot and Pump Dancers. L'année suivante, les frères font leur première apparition sans leurs parents au Théatre Britannia (en) à Hoxton. Ayant d'abord du succès, le couple connaîtra de nombreuses périodes de chômage et va souvent jouer dans la rue et dans des pubs londoniens pour gagner leur vie. Fatigués de survivre avec peu ou pas d'argent, Henry arrête les claquettes pour exercer un autre métier à Londres, forçant Leno à envisager une future carrière solo. Henry crée plus tard une école de danse. Cependant, assez rapidement, Henry est remplacé par intermittence dans la pièce par l'oncle des garçons, Johnny Danvers, qui était plus âgé d'une semaine que Leno,. Leno et Danvers étaient proches dès leur plus jeune âge.
Leno commence sa carrière solo d'acteur en 1869, de retour au Britannia music hall à Hoxton, où il est connu sous Le magnifique petit Leno, la quintessence des comédiens irlandais (The Great Little Leno, the Quintessence of Irish Comedians). Le nom fut suggéré par son beau-père, William, qui pensait qu'un lien irlandais amènerait de l'audience lors de leur prochaine visite à Dublin. En arrivant en Irlande, la même année, les Lenos éprouvent des difficultés financières et doivent rester avec la famille de William. En plus de ses rôles dans la pièce familiale, le jeune Leno apparaît dans une pièce en solo sous un nom à consonance irlandaise, Dan Patrick. Cela lui permet de gagner un pourboire de 23 Shilling par prestation en plus des frais de subsistance. Le nom Dan est choisi en mémoire de Dan Lowery, un comédien et propriétaire de music-hall nordiste que les Leno avaient rencontré quelques mois plus tôt. Au cours de cette tournée en Irlande, les Lenos apparaissent à Dublin dans une pantomime écrite par le père de Leno en 1869 Old King Humpty; or, Harlequin Emerald Isle and Katty of Killarney, dans laquelle Leno reçoit les éloges de Charles Dickens, qui était dans le public et lui dit « Mon brave petit, vous allez faire carrière! » (« Good little man, you'll make headway! »).
En 1870, les Lenos apparaissent dans une autre pantomime du père de Leno, Jack the Giant Killer; or, Harlequin Grim Gosling, or the Good Fairy Queen of the Golden Pine Grove, dans laquelle Leno joue le personnage du titre ainsi que le personnage vedette dans le spectacle de variétés qui a précédé la pantomime. C'est son dernier rôle théâtral jusqu'en 1886. Durant les années 1970, Leno et ses parents jouent sous le nom Le trio comique (Mr & Mme. Leno et Dan Patrick) dans leurs pièces, chansons et danses vraiment drôles (The Comic Trio (Mr & Mrs. Leno and Dan Patrick) In Their Really Funny Entertainments, Songs and Dances). Dans la pièce familiale avec ses parents et Danvers, le jeune Leno prend souvent le rôle principal dans le sketch le mariage de Wicklow (The Wicklow Wedding) à la place de son beau-père. Dans un autre de leurs sketches le projet de loi Torpedo (Torpedo Bill), Leno joue également le rôle principal, un inventeur d'engins explosifs. Ses parents jouent les rôles de blanchisseuse et de cordonnier comique. Ceci a été suivi par un autre sketch Pongo le singe (Pongo the Monkey). À l'ouverture du Pullan's Theatre of Varieties à Bradford le 20 mai 1878, cette parodie avec en vedette Leno en singe échappé est devenue durant cette période son sketch préféré.
La popularité croissante de l'adolescent Leno favorise des réservations, entre autres, au Varieties Theatre à Sheffield et au Star Music Hall à Manchester. Au même moment, le numéro de claquettes de Leno est si bien apprécié qu'en 1880 il remporte le championnat du monde au Princess's Music Hall à Leeds, pour lequel il reçoit une ceinture d'or et d'argent pesant 44,5 oz (1,26 kg),. Son biographe, le librettiste de pantomime J. Hickory Wood, décrit son interprétation : « Il a dansé sur la scène, sur un piédestal, sur une dalle d'ardoise, il en a redemandé encore et encore, mais tout au long de sa performance, jamais il n'a prononcé un mot. »

### Années 1880

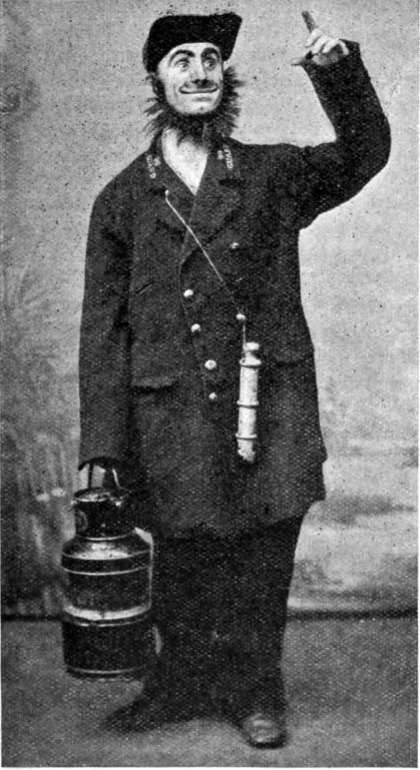
The Railway Guard (1890).

En 1878, Leno et sa famille déménagent à Manchester. Il rencontre Lydia Reynolds, qui, en 1883, rejoint la troupe de théâtre familiale de Leno, laquelle comprenait déjà ses parents, Danvers et Leno. L'année suivante, Leno et Reynolds se marient. À cette époque, il adopte le nom de scène Dan Leno. Le 10 mars 1884, la famille Leno prend la direction du Grand Varieties Theatre à Sheffield. Les Leno se sentent à l'aise avec leur public de la classe ouvrière. À leur soirée d'ouverture, plus de 4 000 patrons sont venus au théâtre, payant 6 pences, pour voir la vedette Dan Leno en Doctor Cut 'Em Up. En octobre 1884, face à une rude concurrence, les Lenos renoncent à la location du théâtre.
En 1885, Leno et son épouse déménagent à Clapham Park (Londres), où Leno remporte un vif succès avec une pièce en solo qui comprend des boniments comiques, de la danse et du chant. La nuit dans ses débuts à Londres, il apparaît dans trois music-halls : the Foresters' Music Hall à Mile End, Middlesex Music Hall (en) au Drury Lane et Gatti's-in-the-Road (en référence à Carlo Gatti (entrepreneur) (en)) où il gagne 5£ par semaine (soit 544 £ de 2013, somme actualisée par rapport à l'inflation). Bien que présenté en tant que Le grand vocaliste irlandais et champion de claquettes (The Great Irish Comic Vocalist and Clog Champion) au début, il élimine progressivement sa danse en faveur d'études de personnages, tels que Going to Buy Milk for the Twins, When Rafferty Raffled his Watch et The Railway Guard. Sa danse l'avait rendu populaire dans les provinces, mais Leno constate que le public londonien préfère ces sketches et comédies musicales,. Les autres lieux où Leno fait des représentations à la fin des années 1880 comprennent the Collins Music Hall à Islington, the Queen's Theatre à Poplar et the Standard à Pimlico.
Durant l'année 1888, Leno est un remplaçant dans le rôle du personnage grec ancien Atalanta de Leontes dans le musical burlesque (en) au Strand Theatre (en),
dirigé par Charles Hawtrey. Le rôle est écrit par le frère de Hawtrey, George P. Hawtrey, et est joué par Frank Wyatt (en), Willie Warde (en) et William Hawtrey. Le magazine Illustrated Sporting and Dramatic News (en) fait l'éloge du chant et de la danse de Leno et déclare : « Il apporte une bonne dose d'humour et d'originalité à la partie peu importante de Leontes ». Leno accepte le rôle à court terme, sans avoir l'opportunité d'apprendre le script. Mais sa comédie improvisée a permis de prolonger la vie du spectacle. Quand Leno et un autre acteur de premier plan sont partis quelques mois plus tard, la production s'est arrêtée.

### Music-hall
Durant les années 1890, Leno est l'artiste de premier plan pour les pièces de music-hall, seulement rivalisé par Albert Chevalier (en), qui entre dans le music-hall à partir du legitimate theatre (en),. Leurs styles et intérêts sont vraiment divergents : les personnages réalistes de Leno représentent la rude classe ouvrière, tandis que ceux de Chevalier débordent de romantisme et son jeu décrit un point de vue plus aisé (richissime). Les deux représentent les pôles opposés de la comédie cockney,.
Pour ses pièces de music-hall, Leno crée des personnages basés sur son observation de la vie londonienne. Ils comprennent des shopwalkers (en), des assistants d'épicier, des beefeaters, des chasseurs, des turfistes, des pompiers, des pères de famille, des maris dominés par leur femme, des épouses pipelettes, des dames pantomimes, un officier de police, un bandit espagnol et un coiffeur. L'un des personnages est Madame Kelly, une commère. Leno chante le morceau d'une chanson, puis commence un monologue, souvent par son habituel « Vous connaissez Madame Kelly ? », qui est devenu une phrase culte. « Vous voyez, nous avons eu une dispute une fois et c'était tout au long Madame Kelly. Vous connaissez Madame Kelly, bien sûr. ... Oh, vous devez connaître Madame Kelly; tout le monde connaît Madame Kelly. »,,.

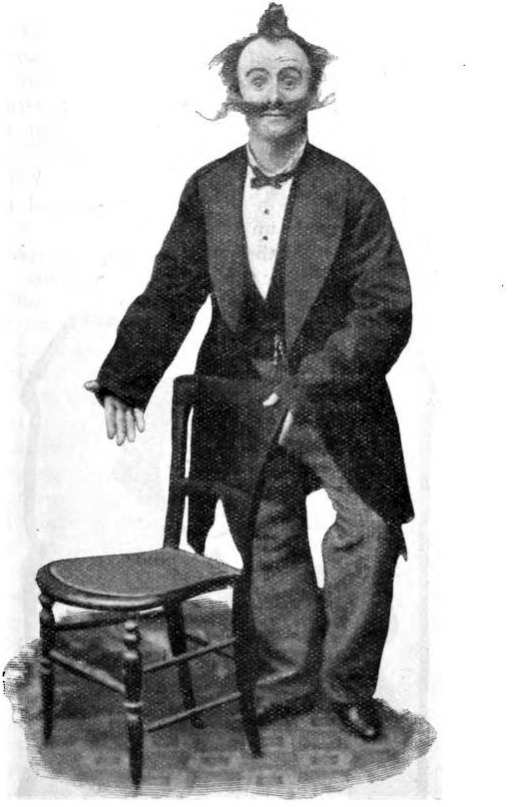
"the Shopwalker", 1891

Pour ses pièces à Londres, Leno achète les chansons d'éminents auteurs de music-hall et de compositeurs. L'un d'eux, Harry King, en a écrit plusieurs qui ont été les premiers succès de Leno. D'autres compositeurs bien connus à l'époque, tels que Harry Dacre et Joseph Tabrar (en) écrivirent pour Leno des numéros. À partir de 1890, Leno fait appel à George Le Brunn pour composer la musique instrumentale de plusieurs de ses chansons, telles que The Detective, My Old Man, Chimney on Fire, The Fasting Man, The Jap, All Through A Little Piece of Bacon et The Detective Camera. Les chansons de chaque numéro deviennent immédiatement particulières et familières au public de Leno, mais ses changements occasionnels de personnages gardent leur fraîcheur et leur actualité.
The Railway Guard fait apparaître Leno dans la peau délirante d'un contrôleur de gare vêtu d'un uniforme mal ajusté, avec une barbe hérissée et un sifflet. Le personnage a été créé en exagérant le comportement d'un vrai employé que Leno avait vu à la gare de Brixton, s'occupant des affaires des autres alors que, dans le même temps, il n'accomplit pas son travail. The Shopwalker est plein de petites phrases comiques et est fortement influencé par la pantomime. Leno joue le rôle d'un employé de magasin, encore une fois au comportement maniaque, incitant la clientèle à entrer dans le magasin avant de se lancer dans une technique de vente frénétique et chantée en poésie. La description de Leno dans Le serveur (The Waiter), vêtu d'une veste de smoking sur-dimensionnée et d'un plastron ample blanc, qui était rabattu vers le haut et qui frappait son visage, était celle d'un homme indigné et apitoyé sur lui-même. Surmené, excédé et débordé par le nombre de ses clients, le garçon donne des excuses pour le mauvais service plus rapidement que les clients pourraient se plaindre, : « Oui, Monsieur ! Non, Monsieur ! Oui, Monsieur ! Lorsque je suis venu ici la première fois, ces pantalons étaient des culottes courtes. Les jambes se sont usées par l'attente. Monsieur! Qu'avez-vous dit ? Dans combien de temps votre steak sera cuit ?  Oh, dans quatre pouces, je dirais,.. dans quatre pouces. Non, Monsieur. Désolé, Monsieur. Vous ne pouvez pas revenir en arrière maintenant, Monsieur. Vous avez coincé votre fourchette dedans et vous avez laissé sortir la vapeur ! ».

### Pantomime

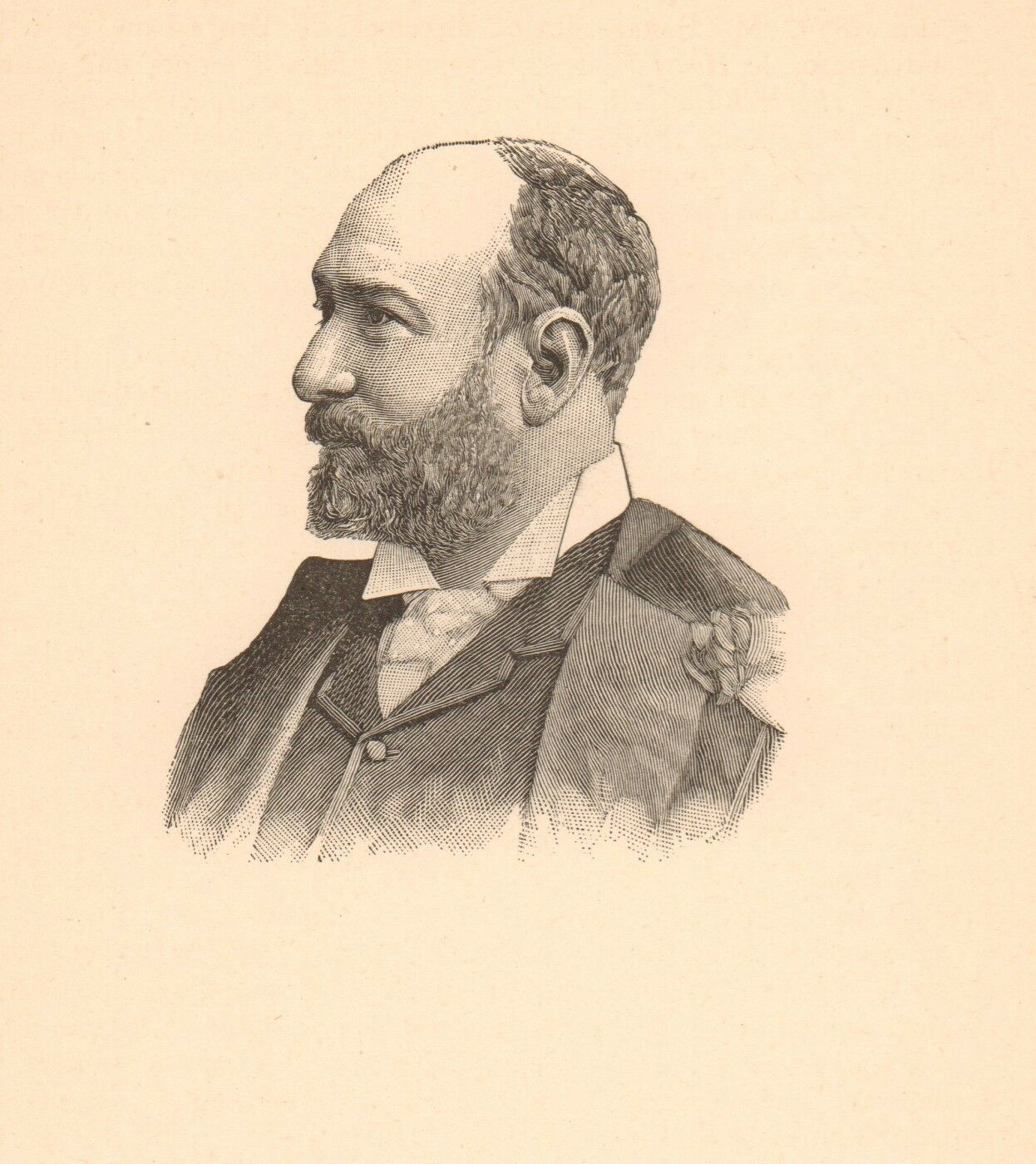
Augustus Harris, surnommé « Le père de la Pantomime moderne » et Augustus Druriolanus, dirigèrent le Théâtre de Drury Lane à partir de 1879.

La première apparition de Leno dans la pantomime de Londres se fait sous Dame Durden dans Jack et le haricot magique (Jack and the Beanstalk) qu'il joue au Surrey Theatre de Londres en 1886 et où il est repéré en chantant Going to Buy Milk par le directeur du Surrey Theatre, George Conquest. Conquest embauche aussi l'épouse de Leno pour jouer dans la production. La pantomime se révèle un succès. Leno reçoit des critiques élogieuses, ce qui a pour conséquence d'être sélectionné pour jouer en tant que Tinpanz the Tinker dans la pantomime de l'année suivante. Cellec-ci a pour unique titre Sinbad et le petit vieillard de la mer ou l'étameur, le tailleur, le soldat, le marin, le pharmacien, le paysan, le gentleman cambrioleur (Sinbad and the Little Old Man of the Sea; or, The Tinker, the Tailor, the Soldier, the Sailor, Apothecary, Ploughboy, Gentleman Thief).
Après ces spectacles de pantomime rendus populaires auprès du public, Leno est embauché en 1888 par Augustus Harris, directeur du
Théâtre de Drury Lane, pour apparaître dans la pantomime de Noël de cette année-là, Babes in the Wood (en). Les spectacles de pantomime d'Harris dans l'immense théâtre étaient connus pour leur extravagance et leur splendeur. Chacun avait une distribution de plus d'une centaine d'acteurs, danseurs de ballet, acrobates, marionnettes et animaux et comprenait une scène de transformation élaborée et un arlequinade énergique.
Ils étaient souvent écrits par Harris,.
Herbert Campbell (en) et Harry Nicholls (en) commencent avec Leno dans les quinze spectacles de noël suivants au Drury Lane. Campbell était apparu au cours des cinq pantomimes précédentes du théâtre et était l'auteur favori du producteur de ses spectacles, E. L. Blanchard (en). Blanchard quitte le théâtre quand Leno est embauché, estimant que les acteurs de music-hall étaient inappropriés pour ses pantomimes de noël. Ce n'était pas une vision partagée par le public ou les critiques, dont l'un a écrit : « Je suis enclin à penser que le couronnement pour l'humour espiègle est donné par le néophyte pimpant, M. Dan Leno, qui joue la baronne galvanique dans la danse merveilleusement amusante qui fait rugir la salle. Les petits substantiels, M. Herbert Campbell et M. Harry Nicholls, n'auraient aucune excuse à ne pas rivaliser dans la drôlerie avec Dan Leno l'aérien ».

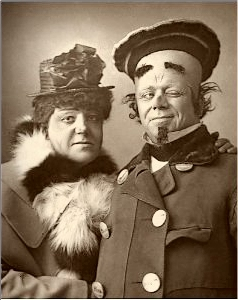
Harry Nicholls et Herbert Campbell, les deux covedettes de Leno dans plusieurs pantomimes.

Babes in the Wood est un triomphe. Le théâtre enregistre un record d'affluence et la pièce est prolongée jusqu'au 27 avril 1889. À la suite de cela, Leno réduit considérablement ses contrats au music-hall,. Néanmoins, entre avril et octobre 1889, Leno apparaît simultanément à l'Empire Theatre (en) et à l'Oxford Music Hall (en), pour réaliser son one-man show. Durant cette période, Leno est très demandé et a des réservations pour les trois années suivantes. Le 9 mai 1889 il joue pour George P. Hawtrey en une matinée en Penelope, une version musicale d'une célèbre comédie The Area Belle, au profil du Holborn Lodge pour la boutique de filles. Grâce à cela, il joue le rôle de Pitcher face à Gilbert et Sullivan et l'acteur chevronné Rutland Barrington (en). Le magazine The Times considère que sa prestation est « beaucoup trop à la manière de la pantomime ». 
Durant la longue association de Leno avec les Drury Lane pantomimes (en), il apparaît surtout en tant que dame (en). Après qu'Harris soit décédé en 1896, Arthur Collins (en) devient le directeur du théâtre et superviseur (qui a souvent aidé à rédiger) les pantomimes.
Dans leurs pantomimes, le minuscule Leno et l'énorme Campbell sont visuellement un duo comique. Ils s'écartent souvent du script et improvisent librement. Cela a été accueilli avec un certain scepticisme par les producteurs, qui craignent que les scènes ne soient pas drôles pour le public, mais ont observé, en tout état de cause, qu'ils n'avaient rarement été aussi bons seulement quelques jours après l'ouverture. George Bernard Shaw écrit sur une apparition : « J'espère ne plus jamais avoir à endurer quelque chose de plus tristement futile » . L'essayiste et caricaturiste anglais Max Beerbohm déclare que « Leno ne se fait pas justice en collaborant avec le public » . Il a cependant noté que Leno « fut exceptionnel en donnant une personnalité bien à elle à ses dames, de la reine extravagant aux commérages naïfs » . Dans Sleeping Beauty, Leno et Campbell font rire le public même quand il ne peut pas les voir : ils arrivent sur scène dans des palanquins et échangent les lignes, « Avez-vous quelque chose à faire cet après-midi ma chère ? Non, je n'ai rien à faire » , avant d'être à nouveau emporté. Les pantomimes de Leno et Campbell à partir de 1889 sont Jack and the Beanstalk (1889 et 1899), Beauty and the Beast (1890 et 1900), Humpty Dumpty (1891 et 1903), Little Bo-peep (en) (1892), Robinson Crusoé (1893), Dick Whittington and His Cat (en) (1894), Cinderella (1895), Aladdin (1896), The Babes in the Wood (en) (1897) et Forty Thieves (1898).

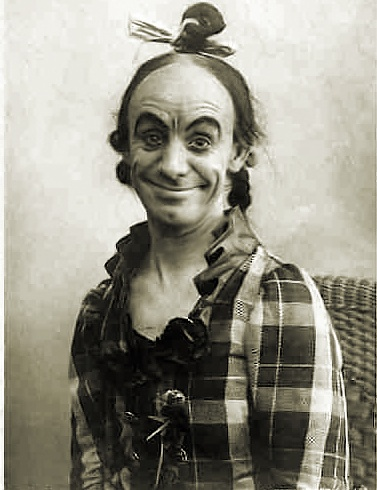
Dan Leno en tant que Sœur Anne dans Bluebeard (1901).

Leno a qualifié les rôles de dame dans ses deux dernières pantomimes, Bluebeard (1901) et Mother Goose (1902), écrits par J. Hickory Wood, comme étant ses préférés. Il est payé 200 £ (soit 21 873 £ en 2013, somme actualisée par rapport à l'inflation) pour chacune des saisons de pantomime,. Leno apparu au Drury Lane en tant que Sœur Anne (Sister Anne) dans Bluebeard, un personnage décrit par Wood comme « une personne vive, un peu en dessous de la cinquantaine qui se dirige vers une aliénation mentale et qui n'a pas encore abandonné l'espoir » La critique de théâtre de The Times note : « C'est un peu particulier et original Sœur Anne, qui danse du breakdowns et chante des ballades étranges à une harpe encore inconnue et joue au ping-pong avec une poêle à frire et des pommes de terre avec des burlesques en Sherlock Holmes et porte les plus étranges des vêtements et coiffe ses cheveux comme Miss Kenwigs Morleena et parle d'une voix fluette - en bref, c'est nul autre que Dan Leno que nous connaissons tous. » Mother Goose confie à Leno l'un des rôles les plus difficiles de sa carrière, dans lequel il est nécessaire de présenter la même femme dans plusieurs formes différentes. L'idée de Wood, que ni la fortune et ni la beauté apportent le bonheur, est illustrée par une série de transformations magiques de personnages. La pauvre, inculte et généralement laide, Mother Goose devient finalement une riche et belle, mais insipide parvenue à la recherche d'un prétendant. La production a été l'une des pantomimes les plus réussies de Drury Lane, continuant jusqu'au 28 mars 1903.

### Fin de carrière

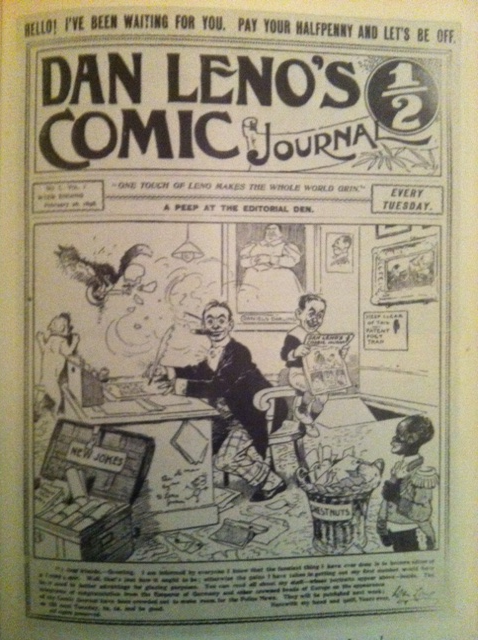
Dan Leno's Comic Journal, édition n° 1, 26 février 1898.

En 1896, l’imprésario Milton Bode aborde Leno avec une proposition pour une comédie musicale de voiture conçue pour lui et appelée Orlando Dando, le Volontaire (Orlando Dando, the Volunteer), par Basil Hood (en) avec la musique de Walter Slaughter (en). L'agent de Leno refuse l'offre car son client a des engagements pour deux ans. Bode propose 625 £ (soit 92 577 £ en 2013, somme actualisée par rapport à l'inflation) à Leno pour une présentation de six semaines en 1898. En entendant cela, le comédien outrepasse son agent et accepte l'offre. Leno parcourt les provinces dans la pièce qui est un succès immédiat. Sa performance est si populaire que Bode le réengage pour deux spectacles futurs : la farce musicale In Gay Piccadilly! (1899), par George R. Sims, dans laquelle l'oncle de Leno, Johnny Danvers apparaît (The Era dit que Leno « séduit les grandes maisons » et le déclare « atrocement drôle ») et la comédie musicale Mr Wix of Wickham (1902). Les deux tournées après leurs courses originales,,. En 1897, Leno va en Amérique et fait ses débuts le 12 avril de cette année-là au Hammerstein's Olympia Music Hall (en) à Broadway, où il est présenté comme « L'Homme le plus drôle de la Terre » (« The Funniest Man On Earth »). Les critiques sont mitigées : un journal a rapporté que la maison a hurlé son approbation tandis qu'un autre s'est plaint que l'humour anglais de Leno était dépassé. Son engagement américain a pris fin un mois plus tard, et Leno déclara que « c'était le sommet de ma carrière ». En dépit de sa jubilation, Leno est conscient des quelques commentaires négatifs qu'il a reçus et rejette toute offre ultérieure pour une tournée aux États-Unis et en Australie.
La même année, le comédien prête son nom et ses talents d'écriture au Journal humoristique de Dan Leno (Dan Leno's Comic Journal). Le journal est principalement destiné aux jeunes adultes et présente une version mythique de Leno. Ce journal humoristique, le premier à porter son nom, est basé sur un personnage central, une personne vivante. Publié par C. Arthur Pearson, la première publication paraît le 26 février 1898 et le journal se vend à 350 000 exemplaires en un an. Leno écrit la plupart des histoires et des blagues comiques du journal et Tom Browne contribue beaucoup aux illustrations. Le comédien conserve le contrôle éditorial du journal, en décidant des articles à publier. Le Journal est connu pour ses slogans dont « une touche de Leno fait la grimace au monde entier » (One Touch of Leno Makes the Whole World Grin) et « je ne laverai pas les vêtements, mais les polluerai de mélancolie » (Won't wash clothes but will mangle melancholy). La couverture montre toujours une caricature de Leno et son équipe de rédaction au travail et en représentation. À l'intérieur, les caractéristiques incluent « le journal de Daniel » (Daniel's Diary), « les gémissements du Martyr » ("Moans from the Martyr"), deux récits, une vingtaine de dessins, « Les dernières de Leno - nouvelles blagues et farces faits sur les lieux ». Après une parution de près de deux ans, l'effet de surprise s'estompe, et Leno y perd tout intérêt. Le journal s'arrête le 2 décembre 1899,.

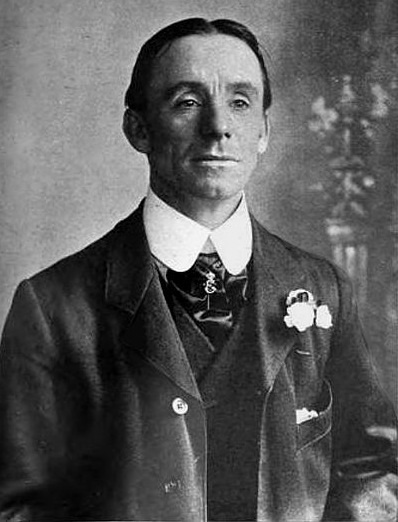
Le « bouffon du roi » portant l'épingle à cravate royale.

Vers la fin des années 1890, un journaliste écrit que Leno est « probablement le comique le mieux payé du monde ». En 1898, Leno, Herbert Campbell et Johnny Danvers forment un consortium pour créer le Granville Theatre à Fulham, qui sera démoli en 1971. Leno publie une autobiographie, Dan Leno: Hys Booke en 1899. Elle est écrite en réalité par un nègre, T. C. Elder. Le biographe de Leno, J. Hickory Wood commente : « Je peux dire en toute honnêteté que je ne l'ai jamais vu rester tranquille. Il était toujours en train de faire quelque chose, et a autre chose à faire par la suite ou il venait de quelque part et avait d'autres rendez-vous parla suite. » . Pendant cette année-là, Leno joue le rôle de "waxi omo" (de l'argot désignant un acteur au visage noir) au Doo-da-Day Minstrels, un acte qui comprend Danvers, Campbell, Bransby Williams (en), Joe Elvin (en) et Eugene Stratton (en), le seul spectacle de charité de la troupe au Pavillion de Londres le 29 mai 1899. La chanson de Leno The Funny Little Nigger amuse beaucoup le public. Son biographe Barry Anthony considère la performance comme étant « plus ou moins, le dernier souffle des ménestrels aux visages noircis en Grande-Bretagne ».
Entre 1901 et 1903, Leno enregistre plus de vingt-cinq chansons et monologues(en) (en) au Gramophone and Typewriter Company label. Il réalise aussi 14 courts métrages vers la fin de sa vie, dans lesquels il incarne un bouffon maladroit qui a du mal à effectuer des tâches quotidiennes, comme faire du vélo ou ouvrir une bouteille de champagne. Le 26 novembre 1901, Leno, accompagné de Seymour Hicks et son épouse, l'actrice Ellaline Terriss, sont invités au Sandringham House pour prendre part au Royal Command Performance(en) (en) pour amuser le roi Édouard VII, la reine Alexandra, leur fils George et son épouse, Mary, le prince et la princesse de Galles. Leno réalise une pièce en solo de trente-cinq minutes qui comprenait deux de ses chansons les mieux connues : How to Buy a House et The Huntsman. Après la prestation, Leno a rapporté, « Le roi, la reine et le prince de Galles m'ont très gentiment serré la main et m'ont dit combien ils avaient apprécié. La princesse de Galles allait me serrer la main, quand elle a regardé mon visage, et ne put pas la serrer bien longtemps, car elle riait tellement. Je n'avais pas l'intention d'être drôle - je semblais être vraiment digne et courtois, mais je suppose que je ne pouvais pas m'en empêcher. » Comme souvenir, le roi offre à Leno un bijou royal incrusté, une épingle à cravate, et par la suite, Leno est connu comme étant « le bouffon du roi ». Leno a été le premier acteur de music-hall à donner un spectacle sur demande du roi durant son règne,.

## Vie privée
En 1883, Leno rencontre Sarah Lydia Reynolds (1866–1942), une jeune danseuse et chanteuse de comédie de Birmingham, ils sont apparus tous deux au King Ohmy's Circus of Varieties, Rochdale. La fille d'un charpentier de scène, Lydia, comme elle fut connue professionnellement, était déjà une actrice adolescente accomplie : grâce à sa performance dans Sinbad the Sailor en 1881, une critique indique qu'elle « joua très bien Zorlida pour un jeune artiste. Elle est bien connue dans ce théâtre et son propre entraînement révélera une actrice très intelligente. » Elle et Leno se marient en 1884 dans une cérémonie discrète à l'église St. George, à Hulme, Manchester, peu de temps après la naissance de leur première fille, Georgina. Un second enfant est mort en bas âge et John né en 1888. Leurs trois plus jeunes enfants – Ernest (né en 1889), Sidney (né en 1891) et May (née en 1896) – suivent tous leur père sur scène. Sidney joue plus tard en tant que Dan Leno, Jr. Après que la mère et le beau-père de Leno se retirent du monde artistique, Leno les aide financièrement jusqu'à leur mort.
Leno possède 2 acres (8 094 m2) de terre derrière sa maison à Clapham Park. Il vit en autosuffisance en produisant des choux, des pommes de terre, du beurre et en élevant de la volaille, choses qu'il envoyait en cadeaux à ses amis et à sa famille. En 1898, Leno et sa famille déménagent au 56 Akerman Road à Lambeth. Ils y vivent plusieurs années. Une plaque bleue est érigée à cette adresse en 1962 par le London County Council.

### Charité et collecte de fonds
La Terriers Association (l'Association des terriers) est fondée en 1890 pour venir en aide aux artistes à la retraite ayant besoin d'un soutien financier. Leno est un collecteur de fonds très actif, ainsi que dans l'association Music Hall Benevolent Fund (Fonds de charité du Music Hall). Il est aussi l'un des premiers membres de l'association caritative de divertissement Grand Order of Water Rats (en), laquelle venait également en aide aux artistes dans le besoin dont il est le dirigeant, surnommé le roi rat (the King Rat), en 1891, 1892 et 1897. Vers la fin de sa vie, Leno co-fonde l'Association des Artistes de Music Hall de chemins de fer (The Music Hall Artistes Railway Association), avec laquelle il conclut un partenariat avec les rats d'eau (the Water Rats) pour former le premier syndicat de music-hall. Certaines donations de Leno sont discrètes et méconnues.
À la fin des années 1890, Leno forme une équipe de cricket appelée les Dainties (Friandises), pour laquelle il recrute de nombreux comédiens et des vedettes de music-hall alors en plein succès. Ils jouent pour des œuvres de charité contre plusieurs équipes d'amateurs disposées à mettre en place avec eux un grabuge comique, tel qu'en Metropolitan Police Force de Londres; les pîtreries de Leno et de ses coéquipiers sur le gazon amusent les grandes foules sur lesquelles ils tirent,. De 1898 à 1903, les Dainties continuent à jouer des matches à travers Londres. Deux films de ces matches sont produits en 1900 pour les spectateurs de ce nouveau support. En septembre 1901, lors d'un grand match de charité, la presse note une atmosphère de carnaval. Les comédiens portent des costumes ridicules; Leno est habillé en croque-mort, puis en écolière montée sur un chameau. Les fanfares jouent et les clowns circulent à travers la foule. L'équipe rivale de joueurs de cricket professionnels de l'équipe de Surrey avait été convaincue de porter de grands chapeaux pendant le match. 18 000 spectateurs y ont assisté, en contribuant aux collectes de fonds pour des organismes de charité du music-hall et des joueurs de cricket, entre autres,.

### Déclin et faiblesse mentale

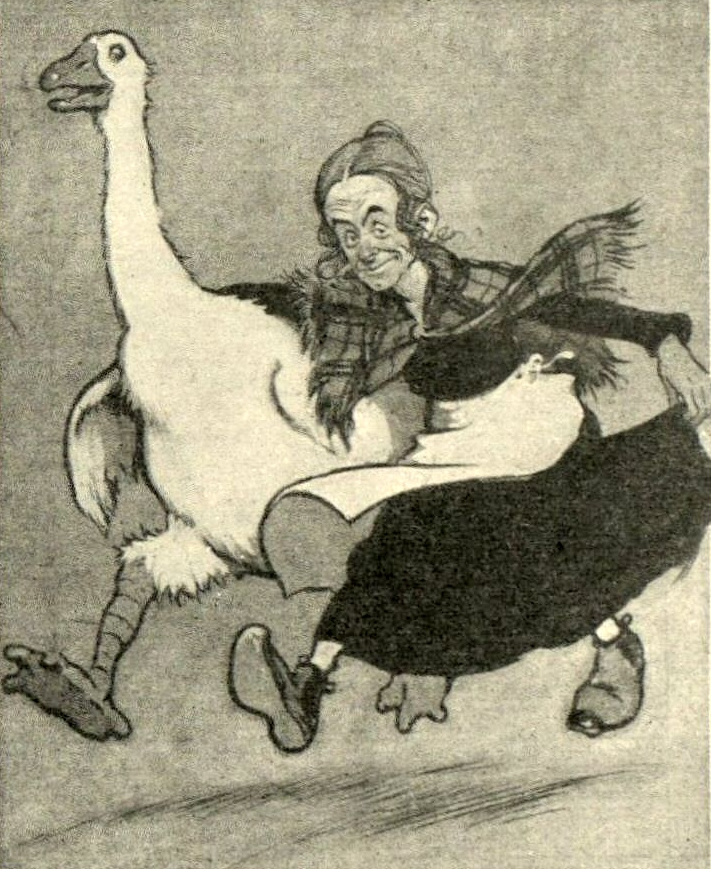
Leno en Mother Goose

Leno commence à boire beaucoup après les spectacles, et, vers 1901, comme son père et son beau-père avant lui, il devient alcoolique. Il décline peu à peu physiquement et mentalement et est fréquemment pris de crises de comportement erratique qui commencent à affecter son travail. Vers 1902, le comportement colérique et violent de Leno envers ses collègues acteurs, ses amis et sa famille devient fréquent. Une fois calmé, il a des remords et s'excuse. Son comportement erratique est souvent le résultat de sa capacité décroissante à se souvenir de ses textes et de ses prestations inaudibles. Leno souffre également de sa surdité croissante, ce qui lui pose bien des problèmes sur et hors scène. En 1901, au cours d'une production de Bluebeard, Leno manque sa réplique et, en conséquence, reste muet durant plus de vingt minutes. À la fin de son interprétation de Mother Goose en 1903, le producteur Arthur Collins rend hommage à Leno en lui remettant, au nom de la direction du théâtre de Drury Lane, un coûteux service de table en argent. Leno se lève alors et dit : « Gouverneur, c'est un magnifique cadeau ! Je vous félicite et vous le méritez ! ».
Frustré de ne pas être pris au sérieux en tant qu'acteur, Leno devient obsédé par l'idée de jouer Richard III et d'autres grands rôles Shakespeariens, submergeant l'acteur-manager Herbert Beerbohm Tree par ses propositions. Après sa dernière interprétation de Mother Goose au Théâtre Drury Lane au début de 1903, les désillusions de Leno l'accablent. Lors de la soirée de clôture, et à nouveau peu de temps après, il se rend chez Constance Collier, qui est la directrice de Beerbohm Tree au His Majesty's Theatre et qu'il a suivi là lors de répétitions. Il tente de la persuader de jouer à ses côtés dans une saison shakespearienne que Leno est prêt à financer. Lors d'une seconde visite à son domicile, Leno lui apporte une boîte à bijoux contenant une plaque incrustée de diamants. Reconnaissant que Leno faisait une dépression nerveuse, elle refuse doucement et tristement son offre. Leno en reste désemparé.
Deux jours plus tard, il est admis dans un asile psychiatrique. Leno passe plusieurs mois au Camberwell House Asylum à Londres sous la surveillance du Dr. Savage qui traite Leno avec « du calme et de la tranquillité et un peu d'eau colorée ». À son deuxième jour, Leno dit à une infirmière que l'horloge n'indique pas la bonne heure. Quand elle déclare qu'elle est à l'heure, Leno fait la remarque : « Eh bien, si c'est vrai, alors qu'est-ce que ça fait là ? ». Leno tente plusieurs fois de quitter l'asile, et réussit à deux reprises. Il est retrouvé à chaque fois et est ramené dans l'établissement rapidement.

### Dernières années de sa vie

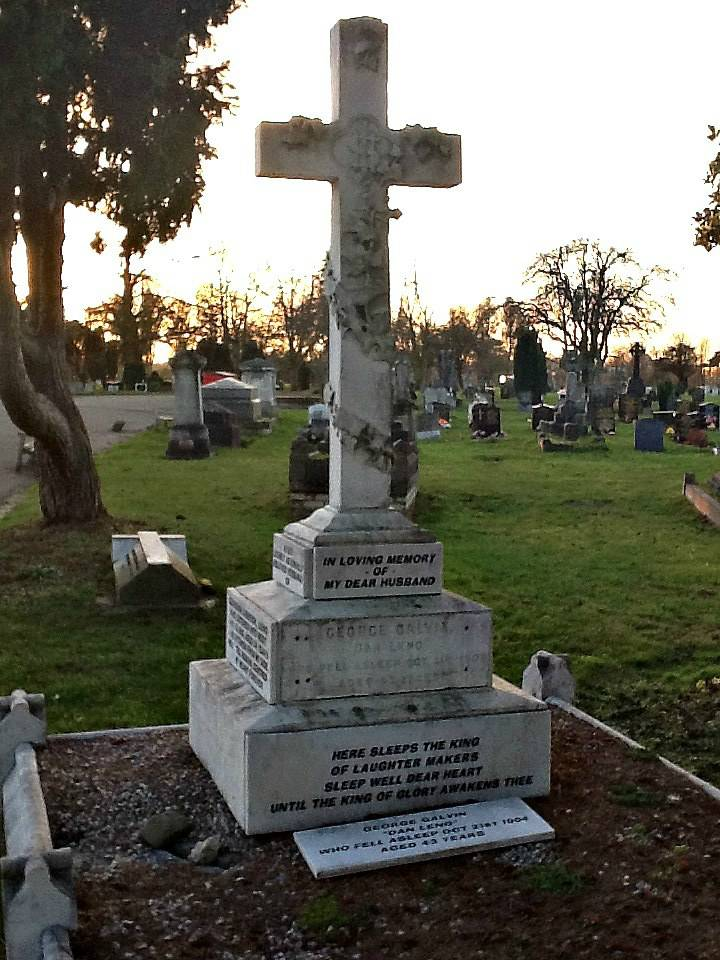
Le mémorial de Dan Leno au cimetière de Lambeth, à Londres. On peut lire : « En mémoire de mon cher amour, mon mari George Galvin "Dan Leno" qui s'est endormi le 31 octobre 1904 à l'âge de 43 ans. Ici sommeille le roi des fabricants de rires. Dors bien cher amour, jusqu'à ce que les rois de la gloire te réveillent. »

Après la libération de Leno de l'établissement en octobre 1903, la presse publie beaucoup de commentaires accueillants et spécule sur son apparition ou non dans la pantomime du Drury Lane de l'année, prévue sous le titre Humpty Dumpty. Craignant une rechute de Leno, Arthur Collins embauche Marie Lloyd pour prendre sa place. Cependant, au moment des répétitions, Leno persuade Collins qu'il va suffisamment bien pour participer. La distribution est remaniée pour l'incorporer. Leno apparaît avec succès. Après avoir reconnu sa signature dans la chanson, le public lui fait une standing ovation qui dure cinq minutes. Il reçoit un télégramme de la part du roi le félicitant pour sa performance.
Le partenaire de scène de Leno, Herbert Campbell, décède en juillet 1904, peu après une pantomime, à la suite d'un accident à l'âge de cinquante-sept ans. Cette mort affecte profondément Leno et il commence à décliner. À ce moment-là, il apparaît au Pavillion de Londres, mais le spectacle est annulé en raison de son incapacité à se souvenir de ses textes. Les critiques sont si dures que Leno écrit un communiqué publié dans The Era, pour défendre l'originalité du spectacle. Le 20 octobre 1904, Leno joue pour la dernière fois dans le spectacle. Par la suite, il s'arrête au Belgrave Hospital for Children (en) de Kennington pour faire un don de 625£.
Leno décède à son domicile à Londres le 31 octobre 1904, à l'âge de 43 ans. Il est enterré au cimetière Lambeth, à Tooting,. La cause de la mort n'est pas connue.. Sa mort et ses funérailles firent la Une nationale. Le Daily Telegraph a écrit dans sa rubrique nécrologique : « Il n'y avait qu'un Dan. Ses méthodes étaient inimitables, son visage faisait sa fortune… Qui l'a vu dans l'un de ses déguisements et n'a pas réussi à rire ? ». Max Beerbohm dit plus tard après la mort de Leno : « Une lanterne si petite et frêle ne pouvait pas porter longtemps une si grande flamme ». Son mémorial est entretenu par le Grand Ordre des Rats d'Eau (Grand Order of Water Rats), qui a commandé la restauration de sa tombe en 2004,.